# Валечковски, Кристиан
Кри́стиан Валечко́вски (Christian Waleschkowski), выступающий также под псевдонимом Chris Coville, — немецкий фолк- и сайкобилли-музыкант; вокалист групп «Wet Your Whistle», «Sackville Street» и '«Pitmen».

## Биография
Кристиан Валечковски родился 23 декабря 1971 года в городе Марл (Северный Рейн — Вестфалия, Германия). С 18 лет начал играть на акустической гитаре; через год к этому добавляется бойран, и затем бузуки. В 1991 году он основывает свою первую фолк-группу «Busking Trade», ушедшую ныне в историю, но давшую старт его дальнейшей музыкальной карьере: когда в 1995 году контрабасист Гриша решил создать сайкобили-группу, он пригласил Кристиана, поскольку слышал о том, что тот играет на гитаре, пишет песни и умеет петь.
С 90-х годов Кристиан появляется на немецком радио и телевидении, выступает как с сольными программами, так и в составе музыкальных коллективов в рамках отдельных концертов и фестивалей. За это время записано в общей сложности пять альбомов и множество сборников.
1991—1995: Основана первая группа «Busking Trade». К настоящему времени сохранилось только несколько записей с живых концертов.
1995 — Композитор, автор текстов, гитарист и вокалист сайкобилли-рокабилли группы «Pitmen».
1997—2003: Участие в составе дуэта «airim» (ирландский фолк, вокал, акустическая гитара, бойран и бузуки).
2003—2005: Участие в группе «The Kilkenny Band» (шотландско-ирландский фолк; вокал, акустическая гитара, бойран и бузуки).
С 2005 — Участие в группах «Wet Your Whistle» и «Sackville Street» (шотландско-ирландский фолк; вокал, акустическая гитара, бойран, бузуки, а также вариант мандолины — mandocello).

## Дискография
- 1996 PITMEN: Vinyl-EP «Misfits»
- 1997 PITMEN: CD «Listen To The Engine»
- 1998 PITMEN: CD-Compilation «MADE IN ESSEN VIII»
- 1998 PITMEN: CD-Compilation of the German Industrial Union «Ruckkopplung Sampler»
- 1998 PITMEN: CD-Compilation «Gladbeck die vierte»
- 1999 airim: CD «airim»
- 1999 PITMEN: CD-Compilation «BANZAI! #4»
- 1999 PITMEN: Vinyl Picture-EP «Fran Drescher»
- 1999 airim: CD-Compilation «Cantara Magica»
- 1999 PITMEN: CD-Compilation «IT CAME FROM HELL»
- 2000 airim: CD-Compilation «Miroque V»
- 2001 airim: CD-Compilation «Mystica Antiqua II»
- 2001 PITMEN: Vinyl-LP «Welcome To The Show»
- 2001 PITMEN: CD «Welcome To The Show»
- 2001 PITMEN: Vinyl-EP «Jingle Bells»
- 2002 airim: CD «nil na la»
- 2002 PITMEN: CD-Compilation «IT CAME FROM HELL IV»
- 2002 airim: CD-Compilation «Medieval & Romantic 1»
- 2003 airim: CD-Compilation «Zu Hofe des Mittelalters Vol. 1»
- 2006 Wet Your Whistle: CD «Wet Your Whistle»
- 2006 Wet Your Whistle: CD-Compilation «acoustic-live Vol. 2»
- 2006 airim: CD-Compilation «acoustic-live Vol. 2»